# بیرد (میسیسیپی)
بیرد (به انگلیسی: Baird) یک منطقهٔ مسکونی در ایالات متحده آمریکا است که در شهرستان سانفلاور، میسیسیپی واقع شده‌است. بیرد ۳۶ متر بالاتر از سطح دریا واقع شده‌است.